# مانويل مارتشينا
مانويل مارتشينا (بالإسبانية: Manuel Marchena Gómez)‏ هو رجل قضاء إسباني، ولد في 1 مارس 1959 في لاس بالماس دي غران كناريا في إسبانيا.